# Ділок (заповідне урочище)
Діло́к — заповідне урочище місцевого значення в Україні. Об'єкт природно-заповідного фонду Івано-Франківської області.
Розташоване в межах Косівського району Івано-Франківської області, неподалік від смт Кути.
Площа 2,1 га. Статус надано згідно з рішенням облвиконкому від 19.07.1988 року № 128. Перебуває у віданні ДП «Кутське лісове господарство» (Кутське л-во, кв. 17, вид. 22).
Статус надано для збереження насаджень дуба червоного віком 50 років.